# Partido de los Trabajadores Socialistas (Argentina)
O Partido dos Trabalhadores Socialistas (PTS) é um partido político argentino, de orientação trotskista formado em 1988 por ex-membros do Movimiento al Socialismo (MAS). Localizado à esquerda do espectro político e integrante da Frente de Esquerda e dos Trabalhadores, tem a perspectiva de um governo operário em ruptura com o capitalismo, constituindo uma força material hegemônica a partir das principais batalhas e processos de organização da classe trabalhadora —assim como do movimento estudantil e feminino—, buscando desenvolver frações revolucionárias em seu interior.
Dessa coalizão eleitoral conseguiu pela primeira vez ingressar no Congresso Nacional nas eleições legislativas de 2013. Como parte da Frente conseguiu representação na legislatura da Cidade Autônoma de Buenos Aires, bem como nas legislaturas provinciais de Buenos Aires, Córdoba, Jujuy, Mendoza e Neuquén e nos conselhos deliberativos de Mendoza, Godoy Cruz, Las Heras, Maipú e Mendoza e Jujeños do Libertador Geral San Martín, Palpalá e San Salvador. Suas principais figuras públicas em nível nacional são Nicolás del Caño, Myriam Bregman, Christian Castillo e Nathalia González Seligra, entre outras.
Tem presença em quinze províncias e na Cidade Autônoma. Os membros do PTS ocupam cargos da minoria nos sindicatos do metrô de Buenos Aires (AGTSyP), dos trabalhadores das cerâmicas da província de Neuquén (SOECN), da União dos Trabalhadores Jaboneros del Oeste (SOJO), além de secretários na Sindicato Único de Trabalhadores do Pneu Argentino (SUTNA), no Sindicato Único de Trabalhadores de Educação (SUTE, Mendoza) e em vários setores do SUTEBA, entre outros. Seu núcleo de jovens integra a gestão de centros estudantis em escolas secundárias, institutos terciários e nas universidades nacionais de Buenos Aires (UBA), La Plata (UNLP), General Sarmiento (UNGS), Quilmes (UNQ) e Comahue (UNCo). O PTS também publica o jornal diário La Izquierda Diario, localizado entre os 100 sites mais visitados do país.

## Historia

### Origem do partido e ideologia
Surgiu em 1988, como uma cisão do Movimiento al Socialismo, a partir da Tendencia Bolchevique Internacionalista, corrente interna formada no processo de debate iniciado no III Congresso do MAS. Em seus primeiros documentos, o PTS declarava que o MAS tinha uma definição revisionista do internacionalismo e que se convertera em nacional-trotskista, polemizando com a linha oficial do MAS naquele momento, segundo a qual a Argentina era "o centro da revolução mundial". Nestes primeiros documentos, o PTS reivindicava o legado político de Nahuel Moreno e colocava que a direção do MAS havia se "degenerado" depois da morte deste. Posteriormente, o PTS publicou vários balanços críticos sobre a trajetoria de Moreno.
Atualmente, o PTS se autodefine como:

### Movimento operário
O Partido dos Trabalhadores Socialistas tem presença em diferentes sindicatos. Ocupa posições de liderança no metrô união em Buenos Aires (AGTSyP),  faz parte da lista Multicolor levando nove sindicato de professores corte da Província de Buenos Aires (SUTEBA), ele também era parte da oposição na Federação Gráfica Bonaerense e faz parte da gestão de várias das principais empresas da corporação. O grupo Violeta (PTS independentes) é uma das pricipais correntes da oposição na união telefone (FOETRA), também o PTS lidera a oposição no Sindicato de Alimentos (STIA), onde faz parte do gerenciamento das fábricas com o maior número de trabalhadores. Além de outros sindicatos e corporações, tem uma extensa presença em comitês e órgãos de delegados de empresas industriais (fabricantes de sabão, águas gaseificadas, metal-mecânica, metalúrgica, etc.), serviços (ferroviário, aviação, etc.) e agências estatais, saúde internos etc.
O PTS tem sido destaque em alguns dos conflitos de maior importância pública do movimento operário industrial, como a fábrica sob gestão dos trabalhadores FaSinPat (ex-Cerâmica Zanon), uma experiência que levou ao filme 'La Toma' por Naomi Klein, bem como no conflito na fábrica multinacional Kraft-Foods (atual Mondelez) em 2009, a partir da qual se espalhou a preocupação da comunidade empresarial para a implementação da esquerda. Mais recentemente, a da fábrica Donnelley de ampla transcendência em nível nacional, atualmente sob a gestão de seus trabalhadores. Também no conflito dos trabalhadores da Lear Corporation, que foi listada pelos CEOs de grandes empresas no país como o mais importante em 2014, que incluiu 240 demitidos, 21 cortes fora da estrada principal de Buenos Aires, 16 Conferência Nacional lutar com piquetes em todo o país 5 repressões, 22 detidos, 80 feridos, decisões 16 judiciais em favor dos trabalhadores, duas semanas de bloqueio pela multinacional. Entre outros.

### Antes do FIT
Em 1999 seria apresentado às eleições com José Montes, delegado de base principal do Astillero Rio Santiago, como um candidato a presidente e Oscar Hernandez, trabalhador de Siderar, como vice-presidente com o slogan "trabalhador vota Trabalhador" e fazendo eixo no não pagamento de a dívida externa.
Nas eleições legislativas de 2001, ele apresentou candidatos em 7 distritos, obtendo 105,849 votos na categoria de deputados nacionais. Após a crise do Dezembro de 2001 na Argentina, em 2003, o PTS não apresentou candidatos presidenciais, chamando a um boicote das eleições e uma "greve geral até que todos saem e impor uma assambreia constituinte revolucionária".
Para as eleições presidenciais de outubro 2007 foi apresentado em uma frente eleitoral com o MAS e Izquierda Socialista atingir quase cem mil votos para a candidatura de José Montes (0,57%). Em 2009, ele voltou a ficar na frente mesmo alcançar o 5º lugar nos principais distritos, como Córdoba e a Província do Buenos Aires, dobrando seu número de votos.

### Frente de Esquerda e dos Trabalhadores
Em 2011 ele formou, juntamente com o Partido Obrero e Izquierda Socialista, o Frente de Esquerda e dos Trabalhadores (FIT), com a qual ele apresentou como uma fórmula presidencial a Jorge Altamira (PO) - Christian Castillo (PTS) que em eleições primárias ganhou 500.000 votos e 660.000 para deputados nas eleiçõ nacionais. Atualmente, como parte de FIT, que tem representação parlamentar em Córdoba e Neuquén, entre outras províncias.
Nas eleições legislativas de 2013, o Frente de Esquerda e dos Trabalhadores ganhou cerca de 1.300.000 votos em todo o país. Nicolás del Caño (PTS), como parte da FIT, é eleito deputado ao parlamento nacional por Mendoza com 14% dos votos. Em junho de 2015, Myriam Bregman do PTS na FIT, também tomou um assento na Câmara dos Deputados, se for o caso, pela província de Buenos Aires.
Nas eleições provinciais de 2015 governador de Mendoza, Noelia Barbeito (PTS) ficou em terceiro lugar com 110.226 (10,32%). Nicolás del Caño, na eleição para prefeito da capital desta província, foi o segundo candidato mais votado, com quase 17% dos votos batendo a Frente para a Vitória.
Nas eleições primárias em Agosto de 2015, o PTS, com lista Nicolás del Caño presidente e Myriam Bregman como vice, venceu com 51,07% (370,764 votos) no interior da Frente de Esquerda à lista presidente Jorge Altamira, Juan Carlos Giordano vice, que ganhou 48,93% (355,290 votos). A lista PTS também ganhou em 13 províncias.

## Organização

### Publicações
Os PTS promove o Instituto do Pensamento Socialista "Karl Marx" e do Centro de Estudos, Investigações e Publicações "Leon Trotsky", este último reconhecido como o único na América do Sul dedicada à publicação e divulgação do trabalho do revolucionário russo e do movimento trotskista internacional. Ambas as instituições, que possuem uma biblioteca com mais de 3.000 volumes especializados em marxismo e história do movimento operário nacional e internacional, operam em um edifício no centro de Buenos Aires (Riobamba 144), onde são organizados cursos e seminários e inúmeros projetos de pesquisa.
O PTS também tem realizado diversas publicações (Revista "luta de classes", Revista "Estratégia Internacional", etc.) com elaborações próprias, visando atualizar os fundamentos do marxismo na realidade contemporânea.
Por mais de dez anos, o PTS também promoveu a Cadeira Livre "Karl Marx" em várias universidades na Argentina. A Cadeira Livre é um espaço de discussão ideológica cuja agenda inclui uma variedade de temas, que vão desde a análise da teoria marxista à interpretação do marxismo de fenômenos históricos ou atuais.
Editou quinzenalmente o jornal La Verdad Obrera, que mais tarde deu lugar ao jornal on-line La Izquierda Diario, a revista mensal Ideas de Izquierda, com a colaboração de teóricos independentes da esquerda, e a revista marxista de teoria e política Luta de Classes. Também ao lado da Fração Trotskista - Quarta Internacional publica regularmente a revista Estratégia Internacional e numerosos livros sobre a teoria marxista e compilações de autores clássicos.
Tem uma página web com atualizações diárias, renovada no início de 2007 com informações multimídia.
O PTS impulsiona o programa semanal de rádio "Chutar o Tabuleiro", bem como outros semelhantes em diferentes partes do país.
Desde 24 de março de 2009, a PTS está realizando a produção de um canal de TV pela Internet conhecido como TVPTS, do qual são feitas transmissões ao vivo, exibições em telas gigantes e produções em DVD. Seu site é atualizado diariamente e conta com mais de 2000 vídeos sobre diversos temas. Ele também promove o grupo de filmes Contraimagen, produzindo documentários diferentes.
A partir de 2012, o PTS adicionou o programa de televisão Giro a la Izquierda, na cidade de Córdoba, transmitido pela CanalC.

### Juventude
Em 20 universidades de todo o país, o PTS impulsa En Clave Roja, grupo formado por ativistas da Juventude do PTS e independentes. É membro das presidências das faculdades de Ciências Sociais e Filosofia e Letras da Universidade de Buenos Aires, das Humanidades da UNGS (General Sarmiento) e da IUNA. Também a nível nacional e em conjunto com mulheres estudantes e trabalhadores independentes, promove o grupo Pan y Rosas. Entre o final de 2010 e o início do ano seguinte, a organização dos grupos de jovens foi reestruturada e a Juventude do PTS foi formada como um grupo de jovens que reúne tanto os alunos do ensino médio quanto os universitários e jovens trabalhadores que são membros do partido.

### Internacional
O PTS em nível internacional é a maior seção da Fração Trotskista - Quarta Internacional, seção fundadora do mesmo com a Liga Operária Revolucionária da Bolívia e a Liga de Trabalhadores pelo Socialismo - Contracorriente (atual Movimento dos Trabalhadores Socialistas) do México, o Movimento Revolucionário de Trabalhadores do Brasil, la Liga de Trabalhadores pelo Socialismo da Venezuela, o Partido dos Trabalhadores Revolucionários do Chile, à Organização Revolucionária Internacionalista da Alemanha, à Corrente de Trabalhadores pelo Socialismo do Uruguay e à Corrente Revolucionária dos Trabalhadores do Estado Espanhol.

## Historia eleitoral

### Eleiçoes presidenciais
| Ano  | Fórmula                             | Primeiro turno | Primeiro turno | Resultado        | Nota                                                     |
| Ano  | Fórmula                             | votos          | % votos        | Resultado        | Nota                                                     |
| ---- | ----------------------------------- | -------------- | -------------- | ---------------- | -------------------------------------------------------- |
| 1995 | Alcides Christiansen-José Montes    | 27.643         | 0,16           | Não eleito (11°) | Movimiento al Socialismo - PTS                           |
| 1999 | José Montes - Oscar Hernández       | 44.551         | 0,24           | Não eleito (9°)  | Sem aliança                                              |
| 2007 | José Montes - Héctor Heberling      | 84.694         | 0,44           | Não eleito (10°) | Frente de Izquierda y los Trabajadores por el Socialismo |
| 2011 | Jorge Altamira - Christian Castillo | 503.372        | 2,30           | Não eleito (6°)  | Frente de Izquierda y de los Trabajadores                |
| 2015 | Nicolás del Caño - Myriam Bregman   | 812.530        | 3,23           | Não eleito (4°)  | Frente de Izquierda y de los Trabajadores                |

### Eleiçoes ao Congresso
| Ano  | Votos     | %     | Deputados | Senadores | Nota                                      |
| ---- | --------- | ----- | --------- | --------- | ----------------------------------------- |
| 2011 | 582,770   | 2,82% | 0 / 130   | 0 / 24    | Frente de Izquierda y de los Trabajadores |
| 2013 | 1,224,144 | 5,25% | 3 / 127   | 0 / 24    | Frente de Izquierda y de los Trabajadores |
| 2015 | 982,953   | 4.18% | 1 / 130   | 0 / 24    | Frente de Izquierda y de los Trabajadores |
| 2017 | 1,051,300 | 4.28% | 2 / 127   | 0 / 24    | Frente de Izquierda y de los Trabajadores |